# Sofia (imperatrice)
Sofia (fl. VI secolo) è stata un'imperatrice bizantina vissuta nel VI secolo.

## Biografia

### Origini e gioventù
Secondo la Storia ecclesiastica di Giovanni da Efeso e la Cronaca di Vittore di Tunnuna, Sofia era nipote dell'Imperatrice Teodora, consorte di Giustiniano I. Giovanni di Efeso non specifica le identità dei suoi genitori, ma secondo la Storia segreta di Procopio di Cesarea, Teodora aveva solo due fratelli: la sorella maggiore Comitò e la sorella minore Anastasia; una delle due dovrebbe essere la madre di Sofia. Procopio identifica Comitò  con una delle principali etere del periodo. Giovanni Malalas attesta che Comitò (nata intorno al 500) sposò il generale Sitta nel 528. Non è da escludere, dunque, che Sitta fosse il padre di Sofia. Non è noto se Anastasia si fosse mai sposata.
Nel corso del regno di Giustiniano I (527–565), non è da escludere, pur in assenza di testimonianze dirette, che Teodora possa aver organizzato il matrimonio combinato tra Sofia e Giustino, nipote del marito Giustiniano. Secondo la Cronaca di Vittore di Tunnuna, Giustino era figlio di Dulcidio e Vigilanza (sorella di Giustiniano).  Il suocero di Sofia è anche noto come Dulcissimo nelle fonti genealogiche.
Secondo Giovanni da Efeso e Michele il Siro, Sofia e Giustino, almeno inizialmente, erano entrambi Monofisiti, ma si convertirono al Cristianesimo calcedoniano per accattivarsi il favore dello zio Giustiniano.

### Imperatrice consorte

#### Ascesa
Giustiniano, pur avendo diversi nipoti, sembrerebbe non aver mai designato un erede. La notte tra il 13 e il 14 novembre 565, Giustiniano I giaceva sul letto di morte. Giustino era il suo kouropalates e la posizione di grande prestigio nel Gran Palazzo di Costantinopoli lo rendeva l’erede più probabile. Riuscì a guadagnarsi il sostegno del Senato e fu proclamato imperatore entro le mura del palazzo prima che gli altri membri della dinastia giustinianea ne venissero avvisati. Gli eventi vengono riferiti dal poeta di corte Flavio Cresconio Corippo.
Nelle sue opere, Corippo spesso traduce il suo nome greco "Sophia" nel suo equivalente latino "Sapientia". Il significato di entrambi i termini è "Sapienza", e il poeta lo usa sia come nome divino sia come un suo titolo.  Il discorso di ascesa di Giustino fa specificamente menzione di Sofia come coreggente del marito, lasciando intendere che già esercitasse una certa influenza politica. Corippo la menziona spesso nel resoconto degli eventi e le riserva lo stesso spazio nella sezione delle preghiere. Corippo, inoltre, inserisce una descrizione elaborata della Hagia Sophia, più che altro per elogiare la sovrana che ne condivideva il nome. Corippo attesta, inoltre, che Sofia si occupò di organizzare il funerale di Giustiniano e sostiene che ella fece decorare il sudario con scene raffiguranti i trionfi conseguiti nel corso del proprio regno.
Sofia assunse il nome di Aelia come già fatto in precedenza dalle imperatrici della dinastia teodosiana e della dinastia trace. Tale nome non era stato assunto dalle due precedenti imperatrici della dinastia di Giustiniano cui apparteneva. Fu la prima imperatrice consorte a essere raffigurata nella monetazione bizantina con insegne reali uguali a quelle del marito, e tale consuetudine fu perpetrata fino a Foca e Leonzia. Furono raffigurati insieme anche in immagini e statue, mentre il nome di Sofia fu dato a due palazzi, a un porto, e a un bagno pubblico edificati in suo onore.

#### Oppositori interni
Il nuovo sovrano e la sua consorte non tardarono a sbarazzarsi di un potenziale pretendente al trono, il cugino Giustino. Figlio di Germano e della prima moglie Passara, il cugino omonimo del nuovo imperatore si era distinto in guerra. Secondo Evagrio Scolastico, il sovrano e Sofia in un primo momento lo avevano accolto favorevolmente a Costantinopoli ma non tardarono ad esiliarlo ad Alessandria d'Egitto. Nel 568, Giustino fu assassinato nel letto, presumibilmente per ordine del sovrano che lo vedeva ancora come un potenziale pretendente al trono. Secondo Giovanni di Biclaro, l'assassinio fu opera dei seguaci di Sofia. Evagrio sostiene che la testa del defunto fu inviata alla coppia imperiale che l'avrebbe presa a calci in segno di disprezzo, un dettaglio probabilmente esagerato da Evagrio.
Nel 568, Narsete fu destituito dal governo militare dell'Italia. Secondo Paolo Diacono, Sofia avrebbe spedito al generale appena destituito una lettera con cui gli comunicava che aveva intenzione di affidargli il compito di distribuire la lana alle ragazze del gineceo di Costantinopoli, definendolo un incarico più adeguato per un eunuco come lui. Narsete, sentendosi insultato, nella lettera di risposta annunciò che avrebbe tessuto per lei una tela inestricabile, e invece di tornare a Costantinopoli come Giustino gli aveva ordinato, si ritirò a Napoli, e istigò i Longobardi a invadere la penisola. Tale racconto viene però considerato inattendibile da diversi storici.

#### Politica finanziaria
Sofia fu coinvolta nelle misure intraprese da Giustino in politica finanziaria. Avendo ereditato una situazione finanziaria disastrosa dal punto di vista dell'erario, precedettero a pagare i numerosi debiti e prestiti contratti da Giustiniano con banchieri e finanziatori. Secondo Teofane Confessore, Sofia ricevette il compito di pagare i debiti, e per questo atto ricevette lodi dai coevi. La coppia imperiale perseguì una politica volta a ridurre le spese e a rimpinguare l'erario. Evagrio, Giovanni da Efeso, Gregorio di Tours e Paolo Diacono lo attestano accusando sia Giustino sia Sofia di avidità.

#### Politica religiosa

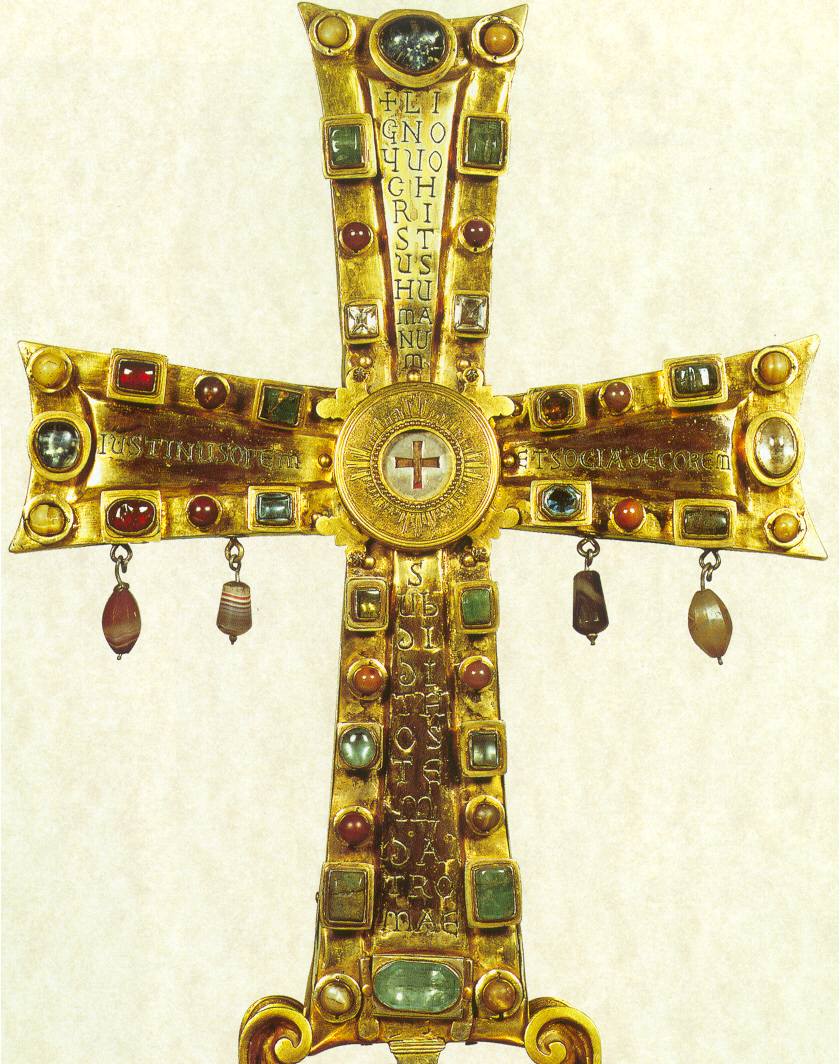
Croce di Giustino II

Si narra che nel 569 Giustino e Sofia avessero inviato una reliquia della Vera Croce a Radegonda. Tale evento fu commemorato nel Vexilla Regis di Venanzio Fortunato. Inviarono delle reliquie anche a Papa Giovanni III nel tentativo di migliorare le relazioni con il papato: la Croce di Giustino II nei Musei Vaticani, una crux gemmata, e un reliquiario della Vera Croce forse donato in questa occasione, ha una iscrizione che attesta la loro donazione. Questo atto spinse il letterato Venanzio Fortunato a realizzare componimenti poetici, nei quali definiva Giustino e Sofia i nuovi Costantino ed Elena, e sottolineando il ruolo importante svolto da Sofia in tale occasione.
Per quanto riguarda la questione dei Monofisiti, la politica religiosa portata avanti dalla coppia imperiale fu controversa. Nel corso del loro regno, tentarono invano di far riconciliare il cristianesimo calcedoniano e l'eresia monofisita, per poi rinnovare le persecuzioni di quest'ultima. A quale fazione religione appartenessero personalmente è ancora oggetto di dibattito. Lo stesso Giovanni da Efeso fu imprigionato nel corso della persecuzione, e ciò contribuì presumibilmente al tono ostile nei confronti di Giustino e Sofia presente nei suoi scritti.

### Reggente (573–578)
Giustino fu tanto sconvolto dalla caduta di Dara in mano dei Sasanidi di Cosroe I, avvenuta nel novembre del 573, da cominciare a soffrire di temporanei episodi psicotici intervallati da momenti di lucidità. Secondo Gregorio di Tours, fu a questo punto che Sofia divenne reggente unica dello stato per conto del marito folle. Tuttavia storici bizantini come Evagrio Scolastico e Menandro Protettore affermano che Tiberio, il comandante degli Excubitores (comes excubitorum), assunse la reggenza insieme a Sofia. Sia Evagrio sia Menandro attestano che Sofia concluse personalmente una tregua triennale con Cosroe. 
Secondo la cronaca di Teofane Confessore, Tiberio fu nominato ufficialmente cesare da Giustino il 7 dicembre 574. Fu inoltre adottato da Giustino divenendone quindi l'erede designato. Giovanni da Efeso e Gregorio di Tours attestano che Sofia e Tiberio, da correggenti, ebbero divergenze in materia finanziaria: quando Tiberio aumentò le spese del governo, Sofia lo rimproverò per le spese sfarzose e pose un freno a tale dispendio.
Sia la Storia Ecclesiastica di Giovanni da Efeso sia la Cronaca di Teofane Confessore suggeriscono che Sofia a questo punto mirasse a sposare Tiberio. Teofane, che scriveva secoli dopo, lascia intendere che Sofia non fosse a conoscenza che Tiberio fosse già sposato, ma tale affermazione è contraddetta da Giovanni da Efeso, uno scrittore del VI secolo. Sofia, a quanto pare, non prese bene il matrimonio tra Tiberio e Ino Anastasia. Lo dimostrerebbe il fatto che a Ino e alle sue figlie Costantina e Caritò fu negato l'accesso al Gran Palazzo di Costantinopoli. Si stabilirono, piuttosto, al palazzo di Ormisda, residenza di Giustiniano I precedentemente alla propria elevazione al trono. Secondo Giovanni da Efeso, Tiberio le raggiungeva ogni sera per poi tornare al Gran Palazzo il mattino successivo. Sofia, inoltre, negò alle damigelle a corte di visitare Ino e le sue figlie per rendere loro omaggio. Ino, alla fine, lasciò Costantinopoli per stabilirsi di nuovo a Daphnudium. Secondo Giovanni da Efeso, quando Ino si ammalò, Tiberio lasciò Costantinopoli per stare vicino alla moglie convalescente. Si ritiene che le figlie avessero lasciato la capitale con lei.

#### Intrighi di corte
Nel settembre 578, Giustino II nominò Tiberio co-imperatore per via della salute in declino. Il 5 ottobre 578 Giustino si spense e Tiberio divenne imperatore unico. Secondo Giovanni da Efeso, Sofia inviò il patriarca Eutichio di Costantinopoli da Tiberio nella speranza che lo convincesse a divorziare da Ino per sposare la stessa Sofia o la figlia di lei Arabia, ma Tiberio respinse la proposta. Sofia, anche se conservava ancora il titolo di augusta, non era più imperatrice consorte e la sua influenza si ridusse considerevolmente.
Sofia era insoddisfatta della situazione e Giovanni da Efeso attesta ulteriori discussioni accese tra Sofia e Tiberio in ambito finanziario. Si narra che, dopo la morte di Giustino, Sofia e il nuovo imperatore Tiberio II Costantino si fossero scontrati sulla gestione delle finanze. Giovanni da Efeso racconta che Sofia, infuriata, accusò Tiberio di aver "ridotto in miseria lo stato" e di star "dilapidando in un nonnulla" ciò che lei aveva impiegato anni per accumulare, aneddoto che proverebbe l'interesse per le questioni economiche anche dopo la morte di  Giustino. Secondo Gregorio di Tours e Paolo Diacono, Tiberio si provò un uomo molto misericordioso, arrivando al punto da sperperare i soldi dello stato per distribuirli ai poveri. Pare che l'Augusta Sofia lo rimproverasse per aver ridotto l'Impero in povertà, dicendogli:
Tiberio II rispose in questo modo:
Secondo fonti occidentali (Paolo Diacono e Gregorio di Tours) Sofia organizzò una congiura contro Tiberio; mentre l'Imperatore stava passando l'estate nella sua residenza estiva, Sofia organizzò una congiura per uccidere Tiberio e mettere sul trono il generale Giustiniano, nella speranza di recuperare il potere perduto. Tiberio II, scoperta la congiura, ritornò in fretta a Costantinopoli e ordinò di arrestare Sofia, che venne privata di tutti i suoi beni e dei suoi privilegi. Sofia mantenne comunque il titolo di augusta e le fu concesso di rimanere nel palazzo. Teofane attesta che nel 579 Sofia si ritirò in un palazzo edificato in suo onore detto Sophiai, e afferma che fu onorata come madre di Tiberio.
Il 14 agosto 582 Tiberio si spense. Poco prima di morire Tiberio consultò Sofia per chiederle consiglio relativamente alla scelta del successore. Gli succedette Maurizio Tiberio, un generale fidanzato con Costantina. Gregorio di Tours sostiene che Sofia aveva intenzione di sposare Tiberio per riottenere il rango di imperatrice consorte, senza riuscire nell'intento. Il matrimonio tra Costantina e Maurizio ebbe luogo nell'autunno del 582. Costantina fu proclamata augusta ma Sofia e Anastasia conservarono il medesimo titolo. Giovanni da Efeso attesta che le tre augustae risiedessero tutte al Gran Palazzo, che potrebbe implicare o che il ritiro di Sofia fu soltanto temporaneo o che Teofane si fosse sbagliato. 
Anastasia fu la prima delle tre augustae a spirare: Teofane colloca la sua morte nel 593. Teofane attesta che nel 601 Sofia e Costantina offrirono congiuntamente una corona pregiata come regalo di Pasqua per Maurizio. L'imperatore accettò il loro dono, ma ordinò che fosse appeso sopra l'altare di Hagia Sophia per onorare la chiesa. Secondo Teofane, ciò fu preso come un affronto da entrambe le augustae e portò a una crisi coniugale.
La Pasqua del 601 fu l'ultima occasione in cui Sofia venne menzionata dalle fonti. Non è chiaro se fosse sopravvissuta abbastanza a lungo per assistere alla detronizzazione di Maurizio nel 602. Secondo il De Ceremoniis, fu sepolta accanto al marito nella Chiesa dei Santi Apostoli.